# Odelzhausen
Odelzhausen ist eine Gemeinde und ein Dorf im westlichen Landkreis Dachau (Regierungsbezirk Oberbayern). Sie verfügt seit 1. Januar 2017 über eine eigene Verwaltung, zuvor gehörte sie der Verwaltungsgemeinschaft Odelzhausen an.

## Geographie

### Gemeindegliederung
Die Gemeinde hat 15 Gemeindeteile (in Klammern ist der Siedlungstyp angegeben):
- Dietenhausen (Dorf)
- Ebertshausen (Pfarrdorf)
- Essenbach (Dorf)
- Gaggers (Dorf)
- Hadersried (Dorf)
- Höfa (Dorf)
- Lukka (Weiler)
- Miegersbach (Kirchdorf)
- Odelzhausen (Pfarrdorf)
- Roßbach (Kirchdorf)
- Sankt Johann (Einöde)
- Sittenbach (Pfarrdorf)
- Sixtnitgern (Dorf)
- Taxa (Dorf)
- Todtenried (Einöde)

Es gibt die Gemarkungen Ebertshausen, Höfa, Odelzhausen, Sittenbach und Taxa.

## Geschichte

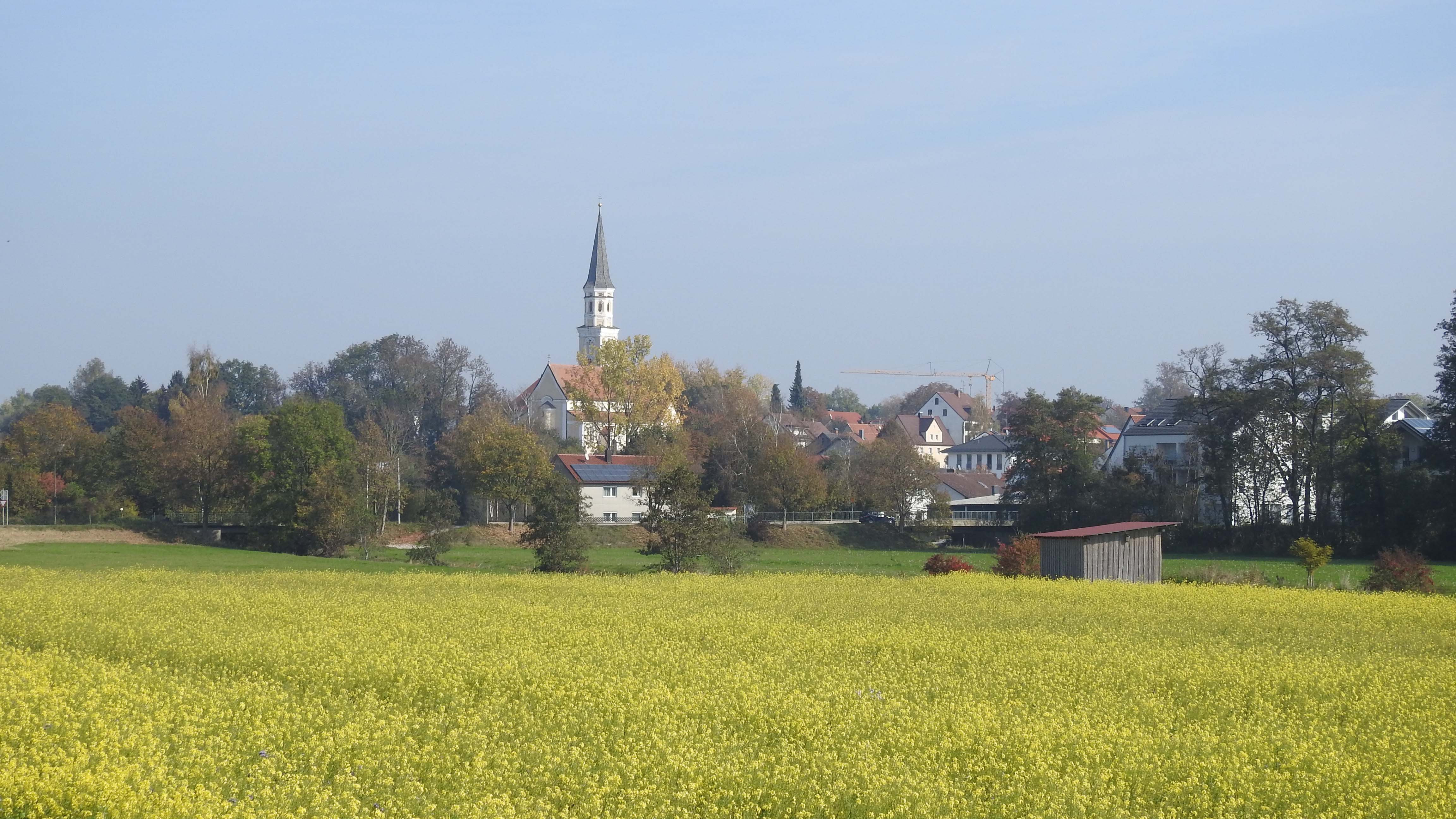
Odelzhausen von Südwesten

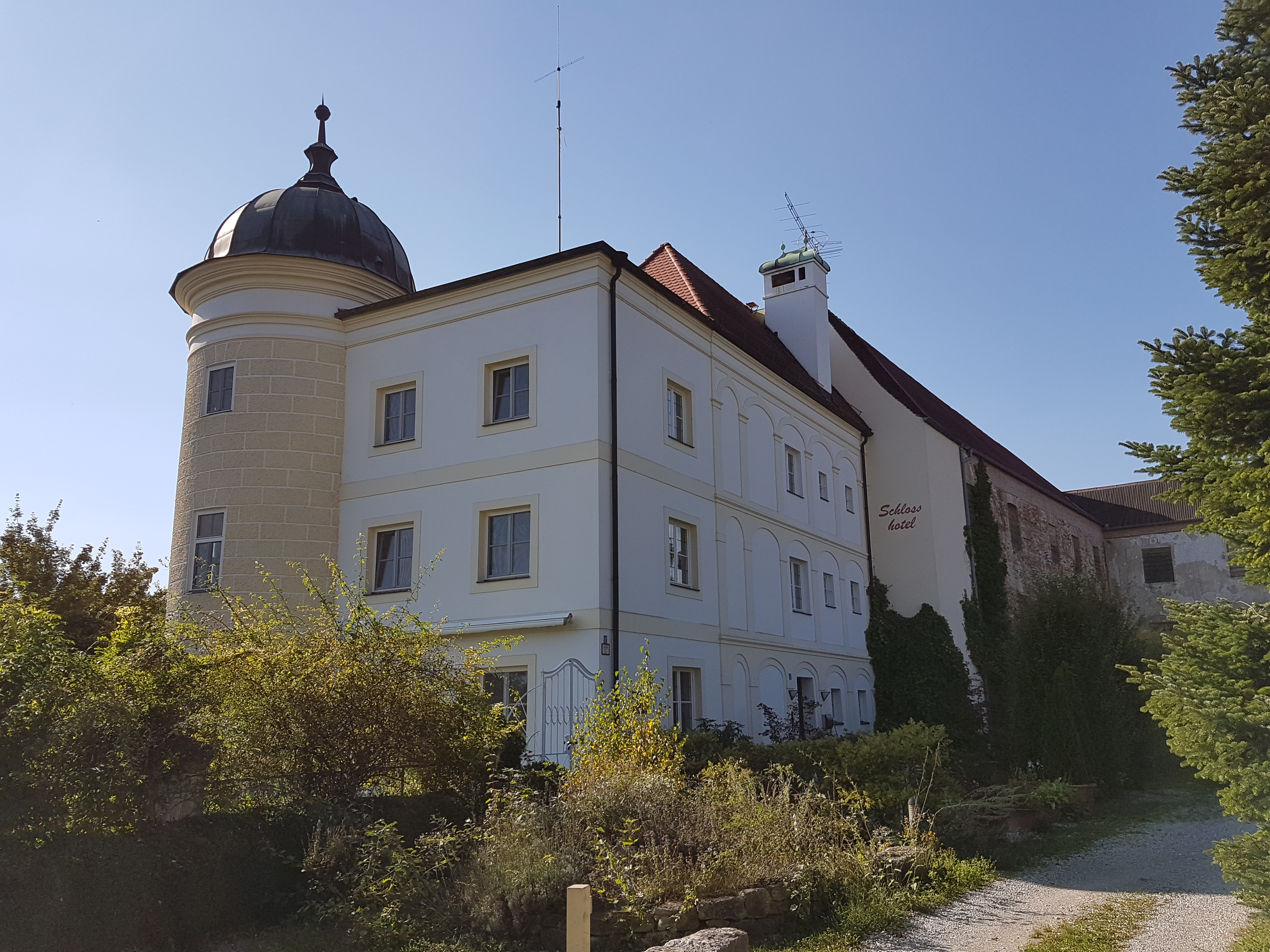
Altes Schloss Odelzhausen

### Chronik
Die erste urkundliche Erwähnung von Odelzhausen erfolgte im Jahr 814 n. Chr. unter dem Namen „Otolteshusir“ in den Traditionen des Hochstifts Freising. Der Name kam von Otolt oder Odholt, dem Sippenältesten, der etwa um 600 n. Chr. oder früher gelebt hat. Der Ort wurde am Amper-Zufluss Glonn gebaut, weil es dort ausreichend Ackerfluren und Weideflächen zur Gründung einer bäuerlichen Existenz gab.
Odelzhausen verfügt über ein Schlossgut, das ursprünglich als Burg im Jahr 1247 erbaut wurde. Im Laufe der Jahrhunderte wechselte die Besitzerschaft häufig zwischen adeligen und bürgerlichen Eigentümern. Während einige Besitzer vorrangig an der ansässigen Brauerei interessiert waren, lag das Hauptaugenmerk anderer auf den zugehörigen Ländereien. Heute beherbergt das Schloss ein Hotel und eine Gastwirtschaft.
Mitte des 13. Jahrhunderts wurde die alte, mittlerweile unpassierbare Römerstraße durch eine neue Landstraße ersetzt, die von München über Dachau und Odelzhausen nach Friedberg und Augsburg führte. Bereits im späten Mittelalter entwickelte sich Odelzhausen über ein reines Bauerndorf hinaus: 1468 existierten dort acht Bauernhöfe sowie sieben Anwesen von Söldnern, darunter ein Gastwirt. Erstmals im Jahr 1440 wurde Odelzhausen als „Hofmark“ bezeichnet, ein Begriff für einen dörflichen Immunitätsbezirk, dessen Inhaber die niedere Gerichtsbarkeit selbst ausüben durfte. Die Familie Minucci bzw. Törring-Minucci, hatte die Hofmark (seit 1820 Patrimonialgericht) Odelzhausen von 1718 bis um 1835 inne.
Während des Dreißigjährigen Krieges erlitt der Ort schwere Verluste. Die Kirche brannte aus und das Schloss wurde geplündert. Ein bedeutender religiöser Mittelpunkt war das Kloster Taxa (oder auch Kloster Maria Stern) im Ortsteil Taxa, das 1665 zu den meistbesuchten Wallfahrtsorten in Altbayern zählte. Im Jahr 1802 wurde das Kloster dem Erdboden gleichgemacht, nachdem alle Besitztümer versteigert worden waren. 1848 errichtete man an seiner Stelle eine kleine Kapelle.
Seit etwa 1700 gibt es in Odelzhausen eine Schule. Im Jahr 1803 erhielt der Ort das Marktrecht, 1818 wurde die Gemeinde Odelzhausen gebildet und am 1. März 1923 wurde Odelzhausen zur Pfarrei erhoben. Im Jahr 2014 feierte die Gemeinde ihr Jubiläumsfest „1200 Jahre Odelzhausen“.

### Eingemeindungen
Die Gemeinde Taxa wurde am 1. April 1971 im Zuge der Gebietsreform in Bayern eingegliedert. Ebertshausen folgte am 1. Juli 1972. Am 1. Januar 1976 kam Sittenbach hinzu.
Dirlesried, das am 1. Juli 1972 als Teil der ehemaligen Gemeinde Ebertshausen nach Odelzhausen eingemeindet worden war, wechselte am 1. Januar 1977 zur Gemeinde Egenhofen.
Schließlich wurde am 1. Mai 1978 noch Höfa eingegliedert. Ab 1. Mai 1978 war Odelzhausen der Sitz der gleichnamigen Verwaltungsgemeinschaft Odelzhausen und auch deren Mitglied; weiter gehörten ihr Pfaffenhofen an der Glonn und Sulzemoos an. Dieser Zusammenschluss wurde einvernehmlich zum 31. Dezember 2016 aufgelöst, jede Gemeinde hat seither eine eigene Verwaltung.
Bereits am 1. Januar 1931 wurden die Orte Roßbach und Sixtnitgern nach Sittenbach eingemeindet.

### Einwohnerentwicklung
Zwischen 1988 und 2018 wuchs die Gemeinde von 3265 auf 5128 um 1863 Einwohner bzw. um 57,1 %.
| Jahr | Einwohner |
| ---- | --------- |
| 1961 | 2039      |
| 1970 | 2323      |
| 1987 | 3211      |
| 1991 | 3495      |
| 1995 | 3909      |
| 2000 | 3998      |

| Jahr | Einwohner |
| ---- | --------- |
| 2005 | 4182      |
| 2010 | 4312      |
| 2015 | 4965      |
| 2018 | 5128      |

## Politik

### Bürgermeister
Der Bürgermeister Markus Trinkl (seit Herbst 2020 CSU), wurde 2020 als parteiloser Kandidat mit 91,1 % der Stimmen im Amt bestätigt.
Kommunalwahl 2014: 1. Bürgermeister: Markus Trinkl (parteilos), 2. Bürgermeister: Johann Heitmair(CSU), 3. Bürgermeister: Wolfgang Steininger (FW)
Kommunalwahl 2008: 1. Bürgermeister: Konrad Brandmair (CSU), 2. Bürgermeister: Johann Heitmair (CSU), 3. Bürgermeister: Roderich Zauscher (BGO)

### Gemeinderat
Die Gemeinderatswahlen seit 2014 ergaben folgende Stimmenanteile bzw. Sitzverteilungen:
| Partei/Liste                         | 2020   | 2020   | 2014  |
| Partei/Liste                         | %      | Sitze  | Sitze |
| ------------------------------------ | ------ | ------ | ----- |
| CSU                                  | 33,1   | 7      | 5     |
| Freie Wähler                         | 26,7   | 5      | 5     |
| Bürgergemeinschaft Odelzhausen (BGO) | 27,1   | 6      | 4     |
| SPD und Freie Wählergemeinschaft     | 6,5    | 1      | 2     |
| AfD                                  | 6,6    | 1      | –     |
| Wahlbeteiligung                      | 55,5 % | 55,5 % |       |

### Wappen
| Wappen von Odelzhausen | Blasonierung: „In Blau ein roter Schrägbalken, der mit drei silbernen heraldischen Rosen mit goldenen Butzen und goldenen Kelchblättern belegt ist; oben ein achtstrahliger goldener Stern, der mit einem silbernen Ei belegt ist.“ |
| Wappen von Odelzhausen | Die drei heraldischen Rosen stammen aus dem Wappen der Familie Minucci bzw. Törring-Minucci, die die Hofmark (seit 1820 Patrimonialgericht) Odelzhausen von 1718 bis um 1835 innehatten. Die Figur steht auch stellvertretend für die Geschichte des Ortes als Adelshofmark seit 1440 und die vor allem seit dem 17. Jahrhundert häufig wechselnden Besitzer. Der goldene, mit einem Ei belegte Stern verweist auf das seit dem 17. Jahrhundert in Taxa bestehende Kloster Maria Stern. Die bedeutende Wallfahrt war entstanden, nachdem auf einem Hühnerei das Bildnis von Maria innerhalb eines Sternenkranzes aufgetaucht war. Der berühmte Prediger Abraham a Santa Clara verfasste 1685 ein Wallfahrtsbüchlein dafür. Das Kloster der reformierten Augustiner-Barfüßer wurde durch die Säkularisation 1803 aufgehoben, die Kirche bald abgerissen. |

### Partnergemeinden
- Italien: Amelia (begründet 2018)[14]

## Kultur und Sehenswürdigkeiten

### Musik
- Riding Higher Benefiz Festival, seit 2001 veranstaltetes Musikfestival

### Bauwerke

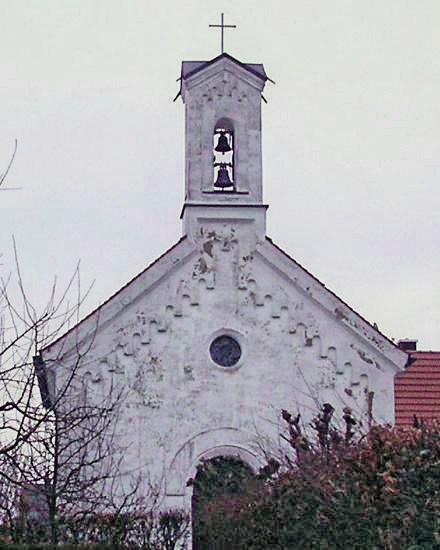
Marienkapelle in Taxa

- Gemeindehaus in Sittenbach, 1911 erbaut
- Katholische Pfarrkirche St. Benedikt (Odelzhausen)
- Furthmühle, Wassermühle ursprünglich aus dem 12. Jahrhundert, heute Sägewerk mit Museum und Café
- Katholische Filialkirche Unschuldige Kinder (Essenbach, Odelzhausen) mit Fresken aus dem 16. Jahrhundert

## Wirtschaft und Infrastruktur
Odelzhausen liegt an der Bundesautobahn 8 Stuttgart–München.
Es hat die Grund- und Mittelschule Odelzhausen und die Staatliche Realschule Odelzhausen.
Ansässige Unternehmen sind Gentherm (ehemals: W.E.T. Automotive Systems AG) und die Hoffmann Group mit einem Betriebseinrichtungslager.

## Persönlichkeiten

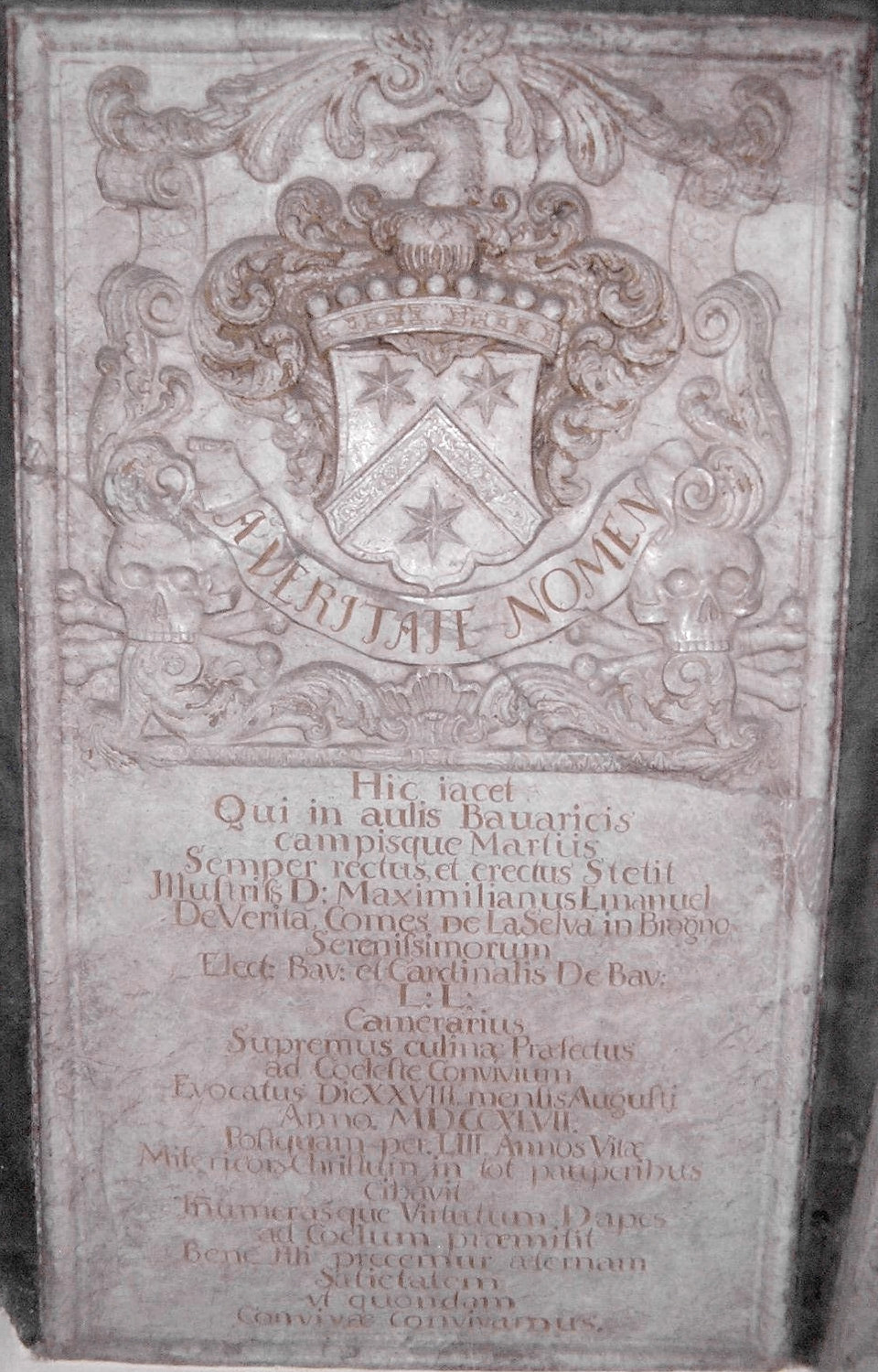
Epitaph für Maximilian Emanuel de Veritá, Graf de la Selva in Brogno (1747)

- Johannes Mathesius (1504–1565), Pfarrer und lutherischer Reformator (Erzieher auf Schloss)
- Hans Wilhelm Hundt (1560–1630), Herr auf Sulzemoos und Odelzhausen
- Abraham a Sancta Clara (1644–1709), katholischer Prediger und Poet der Barockzeit
- Ludwig Kandler (1856–1927), deutscher Maler (Gemälde zur Ausgestaltung der Kirche)
- Sebastian Bauer (1867–1931), katholischer Geistlicher und Politiker (Pastor in Odelzhausen)
- Gerhard Hund (1932–2024), Mathematiker und Informatiker, lebte von 2007 bis 2012 in Odelzhausen.
- Vera F. Birkenbihl (1946–2011), deutsche Managementtrainerin und Sachbuchautorin, lebte von 2004 bis 2008 in Odelzhausen.
- Willi Winkler (* 1957), deutscher Journalist